# Клюевское сельское поселение
Се́льское поселе́ние «Клюевское» (бур. Клюевкын hомон) — муниципальное образование в Кабанском районе Бурятии Российской Федерации.
Административный центр — посёлок Клюевка.

## История
Статус и границы сельского поселения установлены Законом Республики Бурятия от 31 декабря 2004 года № 985-III «Об установлении границ, образовании и наделении статусом муниципальных образований в Республике Бурятия»

## Население
| 2011  | 2012  | 2013  | 2014  | 2015  | 2016  | 2017  |
| ----- | ----- | ----- | ----- | ----- | ----- | ----- |
| 1309  | ↘1270 | ↘1247 | ↘1246 | ↘1240 | →1240 | ↘1220 |
| 2018  | 2019  | 2020  | 2021  | 2023  | 2024  |       |
| ↘1204 | ↘1196 | ↘1171 | ↗1220 | ↘1193 | ↘1189 |       |

## Состав сельского поселения
| № | Населённый пункт | Тип населённого пункта          | Население |
| - | ---------------- | ------------------------------- | --------- |
| 1 | Ивановка         | посёлок                         | ↗51       |
| 2 | Клюевка          | посёлок, административный центр | ↘1231     |